# Jeanne Debat-Ponsan
 (septembre 2016).
Si vous disposez d'ouvrages ou d'articles de référence ou si vous connaissez des sites web de qualité traitant du thème abordé ici, merci de compléter l'article en donnant les références utiles à sa vérifiabilité et en les liant à la section « Notes et références ».
Jeanne Debat-Ponsan, née le 30 juillet 1879 à Paris et morte le 13 septembre 1929 à Parnay (Cher), est l'une des premières femmes médecins françaises du XIXe siècle.

## Biographie
Elle est la fille aînée du peintre Édouard Debat-Ponsan et la sœur de l'architecte Jacques Debat-Ponsan.
Elle est une des premières femmes internes en médecine des hôpitaux de Paris et chefs de clinique, agrégée de médecine. Elle a été élève au lycée Molière (Paris), l'un des plus anciens lycées de jeunes filles de la capitale. 
Elle réussit le concours de l'internat des hôpitaux de Paris en 1906, dans la même promotion que Robert Debré, qu'elle épousera deux plus tard, le 4 août 1908.
Jeanne Débat-Ponsan est la mère de Michel Debré, de Claude Debré (qui aura comme elle une carrière médicale hospitalo-universitaire) et du peintre Olivier Debré. Elle est la belle-sœur d'André Morizet.
Elle a hérité de son père le château de Nazelles.
Son décès survient brusquement en septembre 1929 au bout de quelques jours d'une affection dont la cause n'est pas clairement identifiée. Elle est enterrée dans le cimetière de Nazelles-Négron.